# QR-Rechnung

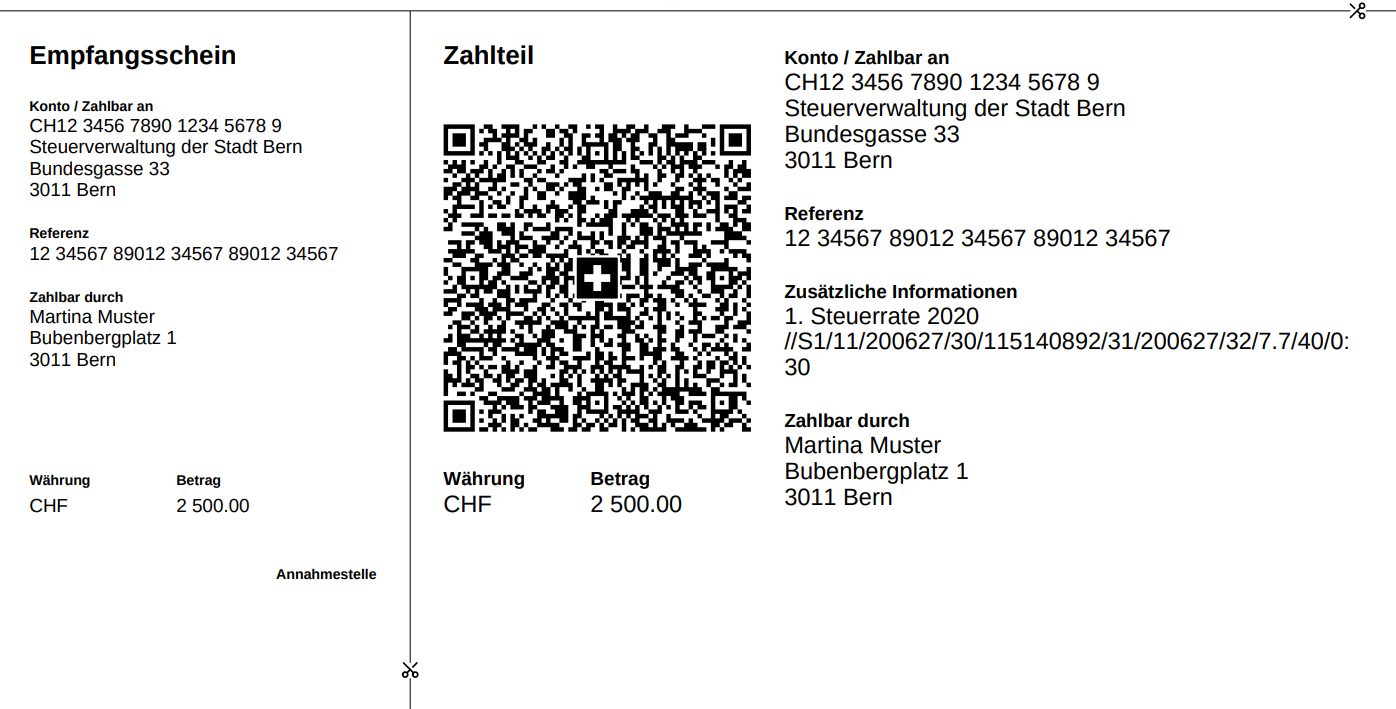
Beispiel einer QR-Rechnung mit fiktiven Angaben

Die QR-Rechnung (französisch QR-facture, italienisch QR-fattura, englisch QR-bill) ist seit 2020 der Standard der Schweizer Finanzindustrie für maschinenlesbare Rechnungen. 
Sie ersetzte vom 30. Juni 2020 bis am 30. September 2022 schrittweise die verschiedenen bisher benutzten Einzahlungsscheine. Sie soll zusammen mit eBill, dem Schweizer Standard für rein digitale Rechnungen, einen Beitrag zur Digitalisierung des Zahlungsverkehrs in der Schweiz leisten.
Die QR-Rechnung enthält einen Zahlteil mit Informationen über den zu zahlenden Betrag, Sender und Empfänger der Zahlung, sowie Angaben zum Grund der Zahlung. Diese Informationen werden sowohl maschinenlesbar als QR-Code wie auch als Text angegeben. Zum anderen umfasst die QR-Rechnung wie die früheren Einzahlungsscheine auch einen Empfangsschein.

## Aufbau und Verwendung
Die QR-Rechnung kann entweder im unteren Teil des Rechnungsdokuments aufgedruckt werden oder diesem als separates Blatt beiliegen. Sie misst mit Zahlteil und Empfangsschein 210 mm × 105 mm (DIN lang). Die Schriftart ist Arial, Frutiger, Helvetica oder Liberation Sans in Schwarz mit einer Grösse von zwischen 10 und 6 Punkt für die Inhalte und 11 Punkt für die Titel.

### Zahlteil
Der Zahlteil hat das Format DIN A6 quer (148 mm × 105 mm). Er enthält den QR-Code und einen Text, die beide dasselbe enthalten: Währung und Betrag, Kontonummer (IBAN), Kontoinhaber, Angaben zur zahlungspflichtigen Person, Referenz (Creditor Reference, ISO 11649) sowie ein Freitextfeld von 140 Zeichen für zusätzliche Informationen. Dieses kann eine Mitteilung oder Angaben über den Zahlungsgrund sowie weitere Informationen zur Rechnung enthalten. Als Währung sind Schweizer Franken und Euro vorgesehen.
Optional umfasst der Zahlteil auch Informationen zum endgültigen Zahlungsempfänger sowie die Angabe von alternativen Zahlungsverfahren wie z. B. Twint. Fehlen Angaben in der Rechnung, die von den Zahlenden einzufüllen sind, werden die entsprechenden Bereiche leer gelassen und mit Eckmarken umrandet. Handschriftliche Mitteilungen wie z. B. zum Zahlungszweck, die auf dem Einzahlungsschein möglich waren, werden nicht mehr unterstützt. Dies ist eine Herausforderung für gemeinnützige Organisationen, denen bei Spenden bisher so der Verwendungszweck mitgeteilt werden konnte.

### QR-Code
Der QR-Code im Zahlteil ist dazu bestimmt, mit einer Kamera in eine Software eingelesen zu werden. Die Zahlenden ersparen sich so das Eintippen der Angaben beim E-Banking.
Der QR-Code (bezeichnet als «Swiss QR Code») entspricht dem Standard ISO 18004. Er besitzt die Fehlerkorrekturstufe M (15 %) und kann zwischen 213 (Version 10) und 997 (Version 25) Zeichen speichern. Seine Abmessungen betragen – unabhängig von der Anzahl Zeichen – immer 46 mm × 46 mm mit einem weissen Rand von 5 mm. Als Erkennungsmerkmal ist der Code in der Mitte mit einem 7 mm × 7 mm grossen Schweizer Kreuz überlagert.
Er ist mit dem Europäischen EPC-QR-Code für SEPA-Zahlungen nicht kompatibel.
| Swiss QR                          | EPC QR                       | Beschreibung                                                                  | Beschreibung                                                    |
| --------------------------------- | ---------------------------- | ----------------------------------------------------------------------------- | --------------------------------------------------------------- |
| SPC                               | BCD                          | Service Tag, fester Wert                                                      | Service Tag, fester Wert                                        |
| 0200                              | 002                          | Version                                                                       | Version                                                         |
| 1                                 | 2                            | Zeichencodierung (1=UTF-8, 2=ISO 8859-1 u. a.)                                | Zeichencodierung (1=UTF-8, 2=ISO 8859-1 u. a.)                  |
| —                                 | SCT                          | —                                                                             | Identifikation, dreistelliger Code (SCT=SEPA Credit Transfer)   |
| —                                 | BFSWDE33BER                  | BIC wird nicht verwendet                                                      | BIC der Empfängerbank (ggf. optional)                           |
| CH6109000000153059907             | —                            | IBAN oder QR-IBAN, 21 Zeichen                                                 | folgt nach Empfängername                                        |
| S                                 | —                            | Adresstyp: S=strukturiert (4 Elemente) oder K=kombiniert (2 Zeilen)           | —                                                               |
| Wikimedia CH                      | Wikimedia Fördergesellschaft | Name des Zahlungsempfängers, max. 70 Zeichen                                  | Name des Zahlungsempfängers, max. 70 Zeichen                    |
| Via Vedeggio                      | —                            | Straße oder Postfach, max. 70 Zeichen                                         | —                                                               |
| 3                                 | —                            | Hausnummer, max. 16 Zeichen                                                   | —                                                               |
| 6814                              | —                            | Postleitzahl, max. 16 Zeichen                                                 | —                                                               |
| Lamone                            | —                            | Ort, max. 35 Zeichen                                                          | —                                                               |
| CH                                | —                            | Landescode, 2 Zeichen                                                         | —                                                               |
| —                                 | DE33100205000001194700       | schon oben                                                                    | IBAN des Zahlungsempfängers                                     |
| endgültiger Empfänger …           | —                            | es kann eine zweite Adresse mit demselben Aufbau folgen                       | —                                                               |
| 123.45                            | EUR123.45                    | Zahlungsbetrag, 0.01–999999999.99                                             | Zahlungsbetrag, 0.01–999999999.99                               |
| CHF                               | —                            | Währung, CHF oder EUR                                                         | —                                                               |
| endgültiger Zahlungspflichtiger … | —                            | es kann eine weitere Adresse mit demselben Aufbau folgen                      | —                                                               |
| NON                               | CHAR                         | Referenztyp: QRR, SCOR oder NON                                               | Zweck (max. vierstelliger Code, vgl. DTA-Verfahren)             |
|                                   | RF18 5390 0754 7034          | Referenz, leer bei NON                                                        | Referenz, strukturierter Code, max. 25 Zeichen                  |
| Spende für Wikipedia              | Spende für Wikipedia         | unstrukturierte Mitteilung / Verwendungszweck, max. 140 Zeichen               | unstrukturierte Mitteilung / Verwendungszweck, max. 140 Zeichen |
| EPD                               | —                            | Trailer                                                                       | —                                                               |
|                                   |                              | Rechnungsinformationen, max. 140 Zeichen, optional                            | Hinweis an den Nutzer, max. 70 Zeichen                          |
|                                   | —                            | Parameterzeichenkette eines alternativen Verfahren, optional, z. B. für Twint | —                                                               |

### Empfangsschein
Der Empfangsschein wird bei einer Einzahlung am Schalter gestempelt oder signiert und kann als Beweis für die Zahlung verwendet werden. Er enthält folgende Angaben aus dem Zahlteil: Konto / Zahlbar an, Referenz, Zahlbar durch, sowie Währung und Betrag.

### Druck
Die QR-Rechnungen werden in schwarzer Farbe auf weisses Papier gedruckt. Damit müssen Rechnungssteller für Rechnungen nicht mehr Farbdruck einsetzen. Ist die QR-Rechnung in eine Papierrechnung integriert, muss sie aber nach wie vor mit einer Perforation vom Rest der Rechnung abtrennbar sein. Diese Vorschrift wird in der Praxis nicht von allen Rechnungsstellern beachtet, was eine Schwierigkeit für Sehbehinderte ist: Ohne Perforierung können sie nicht erkennen, dass sie eine Rechnung erhalten haben.

### Bezahlung und Gebühren
Erfolgt die Bezahlung einer QR-Rechnung über Online-Banking, fallen in der Regel keine Gebühren an. Wird hingegen an einer „physischen Stelle“ bezahlt, z. B. an einem Schalter der Schweizerischen Post oder einem Billettautomaten der SBB, wird meist, bei der Post in der Regel dem Empfänger, eine entsprechende Gebühr verrechnet. Bei Postschalterzahlungen ist der Empfänger befugt, diese Empfängertaxe an den Kunden weiterzugeben.

## Geschichte
Die SIX Group, welche die Infrastruktur für den Schweizer Finanzplatz betreibt, kündigte 2016 eine Initiative zur Harmonisierung und Modernisierung des Zahlungsverkehrs an, um namentlich die Norm UNIFI (ISO 20022) einzuführen. Die Finanzinstitute setzten diese Norm im Dezember 2017 um. Im Juni 2018 wurde auch der Schweizer Standard DTA für die Übermittlung von Zahlungsinformationen durch den internationalen Standard pain.001 ersetzt.
Im November 2018 stellte SIX die QR-Rechnung vor, die als letzte Etappe der Modernisierungsinitiative die vollständige Digitalisierung der Zahlungsflüsse in der Schweiz ermöglichen sollte. Seit dem 30. Juni 2020 löst die QR-Rechnung die bisherigen, nur teilweise maschinenlesbaren Einzahlungsscheine schrittweise ab. Dieses Datum entspricht auch dem Ende der Frist zur vollständigen Umsetzung der Norm ISO 20022 durch die Finanzinstitute.
Eine Umfrage bei Schweizer Unternehmen im Juli 2021 zeigte auf, dass die Umstellung eher zögerlich verlief: nur rund 57 % der Unternehmen gaben an, die QR-Rechnung einführen zu wollen, die meisten von ihnen auf den letztmöglichen Termin Ende September 2022 hin. Postfinance nahm ab 30. September 2022 keine Einzahlungsscheine mehr entgegen. Ab dann konnten Rechnungen nur noch als QR-Rechnung oder E-Bill beglichen werden.
Mit der bevorstehenden Einführung der Echtzeitüberweisung könnte der QR-Code künftig auch für das Inkasso im Einzelhandel genutzt werden (Request to Pay). Um eine Zahlung zu tätigen, müsste einzig ein auf dem POS-Terminal angezeigter QR-Code mit einer Mobile-Banking-App eingelesen werden.